# Lucio Ebucio Helva
Lucio Ebucio Helva  (m. 463 a. C.) fue un político romano del siglo V a. C. perteneciente a la gens Ebucia.

## Familia
Helva fue miembro de los Ebucios Helvas, una rama familiar patricia de la gens Ebucia. Fue hijo del consular Tito Ebucio Helva y, quizá, padre del también consular Póstumo Ebucio Helva Córnicen y del triunviro Marco Ebucio Helva.

## Carrera pública
En el año 463 a. C. fue elegido cónsul con Publio Servilio Prisco. Ambos cónsules murieron durante una epidemia que se desató en el mes de septiembre.